# Archaeoceratops oshimai
Archaeoceratops oshimai ("gammalt hornansikte") är en art av dinosaurier som tillhör släktet Archaeoceratops, en archaeoceratopsid från äldre krita (aptian till albian, 121-99 miljoner år sedan) i det som idag är nordvästra Kina. Den var en primitiv ceratopsie och gick troligen på bakbenen, eftersom marginocephalerna utvecklades ur små tvåbenta heterodontosauriformer. Den var dessutom tämligen liten, med en längd på runt en meter, hade inga horn och hade enbart en liten krage i nacken. Den kan ha varit en förfader till gigantiska släktingar som Triceratops. Dess närmast släkting var dock troligen Microceratops.

## Namn
Archaeoceratops namngavs av Dong Zhiming och Yoichi Azuma år 1996. Namnet kommer från grekiskans ἀρχαῖος/archaios, som betyder 'gammal', κέρας/ceras, som betyder 'horn', och ωψ/ops, som betyder 'ansikte'. Att kalla den  'hornansikte' kan tyckas konstigt med tanke på att den inte hade några horn, men det är en tradition hos ceratopsier, och liknande fall kan ses hos den berömda Protoceratops.

## Fynd
Fossila rester av Archaeoceratops hittades i Xinminbao-gruppen, Gongpoquan-bassängen i Mazongshan-området i Gansu-provinsen, nordvästra Kina. Av typartens skelett (IVPP V11114) resterade bara halva, och det bestod av ett nästan fullständigt kranium med käkar och tre tänder, ett fragmentariskt bäckenben samt delar av ryggraden. Sammanlagt har skelett efter två individer hittats. Det andra fossilet (IVPP V11115) består av en ofullständig ryggrad samt en nästan komplett svans, ett ofullständigt bäckenben, fragment efter bakbenen samt en komplett fot. Nackkragen är liten och benig, men kraniet är relativt stort jämfört med resten av kroppen.

## Klassificering
Archaeoceratops tillhörde överfamiljen Ceratopia, "hornansiktena", en grupp växtätande dinosaurier med papegojlika näbbar. Denna grupp växte och frodades i Asien och Nordamerika under hela krita-perioden. År 1997 placerade Dong och Azuma Archaeoceratops i en ny familj, nämligen Archaeoceratopsidae, i basen av Neoceratopsia. Denna familj inkluderar inte bara Archaeoceratops utan också de båda släktena Microceratops och Kulceratops. Archaeoceratops är troligen mer utvecklad än Chaoyangsaurus.
Kladistiska analyser visar att Archaeoceratops är en systergrupp till alla för tillfället kända neoceratopsier från yngre krita, och neoceratopsierna från denna period avvek i två klader, nämligen de asiatiska protoceratopiderna och de nordamerikanska ceratopsiderna. Detta pekar på en dubbel evolution för de två stora grupperna av behornade dinosaurier, som bebodde var sin kontinent under yngre krita.

## Diet
Archaeoceratops var, så som alla ceratopsier, en växtätare. Under krita-perioden började gömfröiga växter så som sega blommor av breda ut sig i världen, och det är troligt att archaeoceratopsiernas diet bestod av mjukare växter som tidigare dominerat vegetationen, nämligen ormbunksväxter, kottepalmer och barrväxter. Den torde då ha använt sin vassa näbb för att skära av löven eller barren.

## Omgivning
Mazongshan-området i sydvästra Gobiöknen i nordvästra Kina består av vidsträckta avlagringar av sediment från äldre krita. Man har funnit en rik fauna i området, och fynd har gjorts av många olika växtätande grupper så som sauropoder (till exempel Gobititan), ankylosaurier, hadrosaurider (exempelvis Equijubus), hypsilophodonter, iguanodonter (som Probactrosaurus) och den primitiva neoceratopsien Psittacosaurus. Rovdjuren representeras av små theropoder samt therizinosaurier. Dessutom har andra ryggradsdjur hittats i området, till exempel däggdjur.